# Gram Slot
Gram Slot i Gram i Haderslev Kommune, Gram Sogn, Frøs Herred, er et tidligere kongeslot, hvis historie går tilbage til 1232, hvor det nævnes i Kong Valdemar Sejrs Jordebog, hvor den hørte under kronen. Det var dengang en borg, der lå ca. 3 km nordvest for det nuværende slot. I 1314 tilhørte det  hertug Erik 2. af Sønderjyllands slægt. Det vides ikke, hvor hovedbygningen lå på det tidspunkt, men der er flere voldsteder i omegnen. 
Ved slutningen af 1300-tallet overgik Gram til Henneke Limbek, som var en søn af Claus Limbek. Omkring 1467  overtog Ditlev Reventlow godset. 
Det var under Reventlow-slægtens ejerskab, at bygningerne omkring 1500 blev flyttet til den nuværende placering, og dele af den nuværende østfløj er fra den tid. 
Hovedbygningen, der er fredet, er et trefløjet anlæg omgivet af voldgrave, der ligger ved slotssøen i den nordøstlige udkant af Gram. Hovedfløjen er opført omkring 1670 af feltmarskal Hans Schack, der også i 1673 færdigbyggede og åbnede Gram Slotskro. 
Østfløjen bruges i dag til privat beboelse, mens syd- og vestfløjen ofte anvendes i forbindelse med diverse offentlige arrangementer.
I 2014 lavede TV Syd strikkekonkurrencen Den Store Strikkedyst på slottet. Programmet blev sendt over 12 uger.
Godsejer og direktør Svend Brodersen oplyste i 2016, at den norske lavpriskæde Rema 1000 i dag ifølge cvrapi.dk (Det centrale virksomhedsregister) ejer 49,99 procent af 'Gram og Nybøl Godser A/S', i daglig tale Gram Slot. 

## Ejerliste
(ikke komplet)
- Henneke Limbek
- Ditlev Reventlow
- Christoffer Detlevsen von Buchwald
- Detlev Christophersen von Buchwald
- (1638) Kongen
- Dines von Podewils
- (1623-1696) Christoffer Henriksen Rantzau
- (1661-1676) Hans lensgreve Schack
- (1676-1683) Otto Didrik lensgreve Schack
- (1683-1719) Hans lensgreve Schack
- (1719-1741) Otto Didrik lensgreve Schack
- (1741-1760) Hans lensgreve Schack
- (1760-1790) Frederik Christian greve Schack
- (1790-1821) Knud Bille greve Schack
- (1821-1847) Henrik Adolf greve Brockenhuus-Schack
- (1847-1892) Knud greve Brockenhuus-Schack
- (1892-1938) Adolph greve Brockenhuus-Schack
- (1938-1964) Kjeld greve Brockenhuus-Schack
- (1964-2007) Jens greve Brockenhuus-Schack
- (2007-2010) Sanne og Svend Brodersen
- (2010-) Sanne og Svend Brodersen / Rema 1000 (49,99%)

## Galleri
- Vestfløjen
- Fra sydøst
- Sydfløjen
- Udsigt over slotsparken